# Pasipha johnsoni
Pasipha johnsoni ist eine Art der zu den Landplanarien zählenden Unterfamilie Geoplaninae. Sie wurde in Argentinien gefunden.

## Merkmale
Der Körper von Pasipha johnsoni ist länglich mit parallelen Rändern und weist lebendig eine Länge von bis zu 40 Millimetern auf. Das Vorderende ist abgerundet, während das Hinterende spitz zuläuft. Die Rückenfärbung ist dunkelgrau, an den Seiten verlaufen zwei schwarze Längsstreifen, die außer der Kopfregion über den ganzen Körper verlaufen. Zu den Körperrändern hin ist die Färbung heller. Die Bauchseite ist hellgrau gefärbt. Die vielen Augen verteilen sich um das Vorderende in einer Reihe, nach den ersten 4 bis 6 Millimetern verteilen sie sich in zwei bis drei Reihen zum Rücken hin. Ab der Pharynx-Region verlaufen sie weniger zahlreich entlang der Körperrändern in einer Reihe bis zum Hinterende.
Dem Kopulationsorgan fehlt ein permanenter Penis, stattdessen ist ein langes, gefaltetes Atrium genitale vorhanden. Die Prostatavesikel liegen außerhalb der das Fortpflanzungsorgan ummantelnden Muskulatur und ist in zwei Teile unterteilt. Der weibliche Fortpflanzungskanal ist bauchseitig mit der Geschlechtshöhle verbunden. Das männliche Atrium ist dreimal so lang wie das weibliche.

## Verbreitung
Die Art wurde im Urugua-í Wildlife Reserve in der argentinischen Provinz Misiones gefunden.

## Parasiten
Pasipha johnsoni wird von Larven von Fadenwürmern parasitiert. Diese wurden im Parenchym der vorderen Körperregion und im Bereich des Pharynx gefunden.

## Etymologie
Das Artepitheton johnsoni ehrt Andrés Johnson, der einen großen Beitrag zu den Kenntnissen über die Lebewesen des Atlantischen Regenwaldes in Argentinien hatte.